# Moi, Tituba, sorcière noire de Salem
Moi, Tituba, sorcière noire de Salem est un roman de l'écrivaine française guadeloupéenne Maryse Condé, publié en 1986. Il est réédité sous le titre Moi, Tituba sorcière...
Cette fiction historique imagine la vie d'une personne réelle, Tituba, jeune esclave du pasteur puritain Samuel Parris, accusée d'être l'une des Sorcières de Salem en 1692 lors des procès des sorcières de Salem, qui est une importante chasse aux sorcières où sont jugés en sorcellerie plus de 140 femmes et hommes dont 20 exécutés.

## Résumé

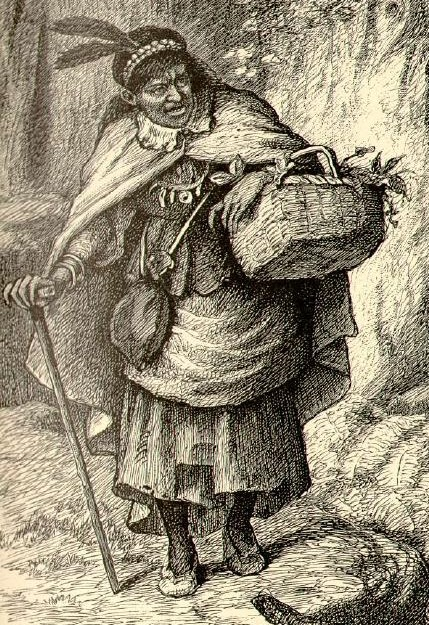
Illustration de Tituba par John W. Ehninger (1902).

L'histoire se situe au XVIIe siècle, au départ à la Barbade, l'une des petites Antilles anglaises.

### Premières années
Tituba est née comme fruit d'un viol de sa mère Abena par un marin anglais à bord d'un bateau négrier. Tituba est, dès ses premiers instants, une enfant de la douleur, car sa mère Abena lui porte peu d'affection; elle trouve cependant chaleur et réconfort auprès de Yao, l'amant d'Abena. Après avoir blessé le maître blanc qui tentait de la forcer, Abena est pendue devant les yeux de sa fille. À cause de la mort de sa femme, Yao se suicide. Tituba est alors recueillie par Man Yaya, une vieille femme qui l'initie aux secrets de la guérison par les plantes et lui apprend à entrer en communication avec les morts. Après la mort de Man Yaya, Tituba se construit une case dans les bois, à l'écart des habitations.

### Histoire d'amour avec John Indien
Un jour, elle rencontre John Indien, esclave de Susanna Endicott. Par amour pour cet homme, Tituba quitte sa vie libre pour entrer au service de la maîtresse de John Indien. Les humiliations qu'elle subit dans sa nouvelle position et la menace que fait peser sur elle le fait qu'elle a été élevée par une sorcière l'inclinent à donner la mort à Susanna Endicott, mais l'esprit de Man Yaya lui déconseille d'adopter le système de violence des Blancs. Néanmoins, Susanna Endicott reçoit une maladie très grave. Finalement, Susanna Endicott se voit forcée de vendre le couple à un nouveau maître, le très puritain Samuel Parris. Celui-ci part aux États-Unis en amenant John Indien et une Tituba résignée à l'esclavage par amour.

### Procès des sorcières de Salem
Après avoir passé un peu de temps à Boston, la famille de Samuel Parris part à cause des problèmes financiers pour la ville de Salem. Un triste sort attend la jeune femme à Salem, où le révérend Parris a été nommé. À la suite de crises d'hystérie que sa présence semble déclencher auprès de Betsey, la fille de Parris, et de sa cousine Abigail, Tituba est accusée de sorcellerie et jetée en prison. Par la suite, elle fait la connaissance d'une jeune femme détenue pour adultère, Hester, qui lui conseille de confesser être une sorcière lors de son interrogatoire devant le tribunal. Cet aveu lui permet d'échapper à la mort. Après un long séjour en prison, elle sera rachetée par un commerçant juif. Tituba se sent bien chez Benjamin Cohen d'Azevedo, car celui-ci la traite d'une manière respectueuse. N'acceptant pas l'amitié entre Tituba et son maître, les habitants de la petite ville incendient une nuit la maison du juif. Malheureusement, il est déjà trop tard pour les neuf enfants de Benjamin, ils meurent dans les flammes. À cause des persécutions qui s'abattent sur sa communauté, Benjamin Cohen d'Azevedo part pour Rhode Island ; mais avant, il rend la liberté à Tituba qui décide de retourner dans son pays natal, la Barbade.

### Fin de l'histoire à la Barbade
De retour dans son île, Tituba est accueillie par les marrons, un groupe d'esclaves fugitifs qui se cachent dans les montagnes. Cependant elle se détache de cette communauté dont elle ne partage pas les buts et la façon de vivre. Elle retourne dans la forêt pour y restaurer son ancienne cabane. Un jour, des esclaves conduisent auprès de Tituba un jeune homme qui a été cruellement flagellé. Guéri par ses soins, Iphigene devient son amant. Par la suite, Iphigene est accusé d'avoir fomenté une révolte. Il est exécuté et Tituba pendue pour ce crime. Elle rejoint alors le monde des Invisibles et entreprend la difficile tâche d'aider les esclaves dans l'avenir.

## Publication
Le roman paraît en 1986 au Mercure de France, sous le titre Moi, Tituba sorcière noire de Salem. 
Il est réédité en 1988 dans la collection folio chez Gallimard, sous le titre Moi, Tituba sorcière.

## Traduction
Le roman est traduit en anglais par Richard Philcox et paraît sous le titre I, Tituba, Black Witch of Salem, par la University of Virginia Press, en 1992. Il est accompagné d'une préface de la militante et universitaire américaine Angela Davis.

## Récompense
- 1987 - Grand prix littéraire de la Femme : prix Alain-Boucheron

## Source historique
Le roman imagine la vie d'une personne réelle, Tituba, esclave du pasteur puritain Samuel Parris, accusée d'être l'une des Sorcières de Salem en 1692.

## Études critiques
Selon Josée Tamiozzo, il y a des questionnements quant à « la construction de l’altérité et de l’identité à partir du roman Moi, Tituba, Sorcière… Noire de Salem, de Maryse Condé. Le projet de cette auteure est de redonner une voix à Tituba, personnage historique réel sur qui il n’y a presque aucune information. […] Tituba est marginalisée par les différentes sociétés qui l’entourent. Marquée comme Autre par son sexe, sa race et sa classe sociale, Tituba est accusée de sorcellerie et devient un bouc émissaire ».